# Sci di fondo ai I Giochi paralimpici invernali
Per lo sci di fondo ai I Giochi paralimpici invernali di Örnsköldsvik 1976 furono disputate 25 gare (15 maschili e 10 femminili).

## Medagliere
| Posizione | Paese          |    |    |    | Totale |
| --------- | -------------- | -- | -- | -- | ------ |
| 1         | Finlandia      | 8  | 7  | 7  | 22     |
| 2         | Norvegia       | 7  | 3  | 2  | 12     |
| 3         | Svezia         | 6  | 7  | 7  | 20     |
| 4         | Germania Ovest | 2  | 5  | 4  | 11     |
| 5         | Svizzera       | 1  | 0  | 1  | 2      |
| 6         | Canada         | 1  | 0  | 0  | 1      |
| 7         | Austria        | 0  | 0  | 1  | 1      |
| Totale    | Totale         | 25 | 22 | 22 | 69     |

## Podi
Le gare erano divise in:
- 5 km: uomini - donne
- 10 km: uomini - donne
- 15 km: uomini
- 3x5 km staffetta: uomini - donne
- 3x10 km staffetta: uomini

Ogni evento era separato in In piedi e Ipo o non vedenti:
- I - in piedi: amputazione alla singola gamba sopra il ginocchio
- II - in piedi: amputazione alla singola gamba sotto il ginocchio
- III - in piedi: amputazione al singolo braccio
- IV B - in piedi: doppia amputazione alle braccia
- A - ipo o non vedenti: nessuna funzione visiva
- B - ipo o non vedenti: funzione visiva sotto il 10%

### Uomini
| Evento                 | Classe                                                 | Oro                                                      | Argento                                                       | Bronzo |
| 5 km - breve distanza  |                                                        |                                                          |                                                               |        |
| I                      | Pertti Sankilampi                                      | Otto Malkki                                              | Tauno Seppaenen                                               |        |
| II                     | Bertil Lundmark                                        | Kalle Tiusanen                                           | Erkki Kukkanen                                                |        |
| III                    | Teuvo Sahi                                             | Walter Klenk                                             | Edmund Zahner                                                 |        |
| IV B                   | Reino Vesander                                         | Ernst Schwarz                                            | Adolf Fritsche                                                |        |
| 10 km - breve distanza |                                                        |                                                          |                                                               |        |
| A                      | Germain Oberli                                         | Jarle Johnsen                                            | Mauno Sulisalo                                                |        |
| B                      | Morten Langeroed                                       | Sven-Ivar Martin                                         | Terje Hansen                                                  |        |
| 10 km - media distanza |                                                        |                                                          |                                                               |        |
| I                      | Pertti Sankilampi                                      | Otto Malkki                                              | Tauno Seppaenen                                               |        |
| II                     | Bertil Lundmark                                        | Kalle Tiusanen                                           | Erkki Kukkanen                                                |        |
| III                    | Teuvo Sahi                                             | Edmund Zahner                                            | Raimo Hiiri                                                   |        |
| IV B                   | Reino Vesander                                         | Adolf Fritsche                                           | Ernst Schwarz                                                 |        |
| 15 km - media distanza |                                                        |                                                          |                                                               |        |
| A                      | Jarle Johnsen                                          | Ingemar Lundquist                                        | Germain Oberli                                                |        |
| B                      | Morten Langeroed                                       | Sven-Ivar Martin                                         | Terje Hansen                                                  |        |
| 3×5 km staffetta       |                                                        |                                                          |                                                               |        |
| I-II                   | Finlandia Otto Malkki Pertti Sankilampi Kalle Tiusanen | Svezia Bertil Lundmark Kalevi Mattila Sven-Olof Tornvall | Germania Ovest Hermann Heckel Helmut Kaidisch Siegfried Loose |        |
| 3×10 km staffetta      |                                                        |                                                          |                                                               |        |
| A-B                    | Norvegia Terje Hansen Jarle Johnsen Morten Langeroed   | Finlandia Martti Juntunen Manu Laakso Matti Ojanen       | Svezia Yngve Eriksson Ingemar Lundquist Sven-Ivar Martin      |        |
| III-IV B               | Finlandia Raimo Hiiri Teuvo Sahi Arvo Stahl            | Germania Ovest Walter Klenk Ludwig Wagner Edmund Zahner  | Austria Wolfgang Pickl Josef Scheiber Eugen Wilhelm           |        |

### Donne
| Evento                 | Classe                                               | Oro                                               | Argento                                                  | Bronzo |
| 5 km - breve distanza  |                                                      |                                                   |                                                          |        |
| A                      | Birgitta Sund                                        | Gunhild Sundstrom                                 | Marianne Edfeldt                                         |        |
| B                      | Karin Gustavsson                                     | Reidun Laengen                                    | Astrid Nilsson                                           |        |
| I                      | Vigdis Bente Mørdre                                  | Nessuna                                           | Nessuna                                                  |        |
| II                     | Lorna Manzer                                         | Nessuna                                           | Nessuna                                                  |        |
| III                    | Dorothea Neuweiler                                   | Aino Turpeinen                                    | Ellen Sjodin                                             |        |
| 10 km - media distanza |                                                      |                                                   |                                                          |        |
| A                      | Birgitta Sund                                        | Gunhild Sundstrom                                 | Marianne Edfeldt                                         |        |
| B                      | Reidun Laengen                                       | Astrid Nilsson                                    | Karin Gustavsson                                         |        |
| I                      | Vigdis Bente Mørdre                                  | Nessuna                                           | Nessuna                                                  |        |
| III                    | Dorothea Neuweiler                                   | Aino Turpeinen                                    | Ellen Sjodin                                             |        |
| 3×5 km staffetta       |                                                      |                                                   |                                                          |        |
| A-B                    | Svezia Karin Gustavsson Astrid Nilsson Birgitta Sund | Norvegia Aud Berntsen Aud Grundvik Reidun Laengen | Finlandia Ella Kinnunen Sirkka Sulisalo Matleena Talonen |        |